# Gesù lava più bianco
Gesù lava più bianco è un saggio di Bruno Ballardini pubblicato per la prima volta nel 2000, riedito nel 2006 e tradotto in 10 Paesi.

## Contenuto
L'idea originaria del libro nasce da una dichiarazione di monsignor Ernesto Vecchi, il 2 ottobre 1997. Rispondendo alla domanda «La Chiesa ha preso lezioni di marketing?», questi rispose: «Scherziamo? La Chiesa può solo darne di lezioni. Il marketing? Ha cominciato Gesù, già duemila anni fa». Prendendo spunto da questa frase, l'autore si propone di identificare e analizzare - da San Paolo all'elezione di Papa Benedetto XVI - le tecniche di marketing e di comunicazione adottate dalla Chiesa cattolica fin dalle sue origini e i rituali e tutta l'impalcatura teologica che ne derivano. Ricostruendo passo passo la secolare capacità strategica delle alte gerarchie ecclesiastiche svela i retroscena soggiacenti alla propaganda e al pragmatismo religiosi, offrendo un contributo interdisciplinare (sociologico, etnologico, antropologico e psicologico) per una lettura alternativa della Chiesa cattolica romana, che egli definisce come "l'azienda multinazionale" con le strategie più efficaci e più intrusive della storia occidentale.
Bruno Ballardini individua 5 punti strategici di marketing, con cui spiega il successo planetario della Chiesa cattolica:
1. un logo riconoscibile da tutti: la croce
2. punti vendita ai quattro angoli del pianeta: le chiese
3. campagne di marketing e pubblicità per secoli sapientemente orchestrate dalla Casa-Madre
4. un amministratore delegato riverito: il Papa
5. un prodotto "superiore" distribuito gratuitamente: la dottrina

## Edizioni
- 1ª edizione, Minimum Fax, 2000. ISBN 8887765154
- 2ª edizione, Minimum Fax, 2005. ISBN 8875210632
- 3ª edizione, Minimum Fax, 2006. ISBN 8875211140[3]
- 4ª edizione, Minimum Fax, 2014. ISBN 8875215480
- 5ª edizione, Minimum Fax, 2018. ISBN 8875219109

## Edizioni estere
- (PT) Jesus Lava Mais Branco, Ou Como a Igreja Inventou o Marketing, Campo das Letras, Porto 2003 (ISBN 9789726106357)
- (DE) Jesus wäscht weißer. Wie die Kirche das Marketing erfand, Tropen Bei Klett-Cotta, Berlin 2005 (ISBN 3932170776)
- (FR) Jésus lave plus blanc: Ou comment l'Eglise catholique a inventé le marketing, Liana Levi, Paris 2006 (ISBN 2867464153)
- (FR) Jésus lave plus blanc: Ou comment l'Eglise catholique a inventé le marketing, Editions du Boréal, Montréal 2006 (ISBN 2764604947)
- (ES) Jesús lava más blanco: Como La Iglesia Invento El Marketing, libros del Zorzal, Buenos Aires 2007 (ISBN 9789875990302)
- (ES) Jesús renta més blanc, O com l'Església va inventar el màrqueting, Editorial Mina, Barcelona 2007 (ISBN 8496499677)
- (PL) Jezus, i biel stanie się jeszcze bielsza, Jak Kościół wymyślił marketing, W.a.B., Warszawa 2008 (ISBN 8374144092)
- (PT) Jesus Lava Mais Branco, Ou Como a Igreja Inventou o Marketing, Gryphus, Rio de Janeiro 2010 (ISBN 978-85-60610-44-0)
- (NL) Jezus wast witter dan wit, Mouria, Amsterdam 2010 (ISBN 9789045841861)
- (HR) Isus pere bjelje: Kako je Crkva izmislila marketing, Fraktura, Zaprešić 2010 (ISBN 978-953-266-161-3)